# Hibernatus

Hibernatus este un film franțuzesc de comedie din anul 1969, regizat de Édouard Molinaro după un scenariu scris de Jean Bernard-Luc. În acest film, Louis de Funès interpretează rolul unui industriaș pe nume Hubert Barrère de Tartas.

## Rezumat
În anul 1970, în nordul Groenlandei, un om congelat în gheață la Polul Nord este în mod miraculos găsit în viață după 65 de ani de către o expediție polară franco-daneză. După investigații, reiese că acesta este un tânăr de 25 de ani de nume Paul Fournier (Bernard Alane), care se afla în anul 1905 pe un vapor care s-a ciocnit de un aisberg. Vasul avea o încărcătură de glicerină, iar aceasta s-a vărsat în gheață și l-a prins pe tânărul Paul Fournier, conservându-i perfect corpul. Acesta este apoi treptat readus la viață  de către profesorul Edouard Lauriebat (Michael Lonsdale), specialist mondial în hibernare artificială.
Între timp, convocat la Ministerul de Interne, unde credea că va primi în cele din urmă Legiunea de Onoare, industriașul Hubert de Tartas (Louis de Funès) a aflat cu uimire că "hibernatul" este nimeni altul decât bunicul soției sale. Aceasta din urmă se opune în mod oficial ca tânărul său bunic să devină un cobai pentru știință și cere ca acesta să revină în mijlocul familiei sale. Oamenii de știință încearcă să o descurajeze, argumentând că saltul brusc în lumea modernă a unui om care se crede în anul 1905 și care fusese ținut până atunci într-o cameră de spital i-ar putea fi fatală. Hubert este de acord cu aceste argumente, urmărindu-și propriul său interes. Dar Hibert se răzgândește atunci când află că Paul Fournier ar prelua conform legii dreptul asupra întregii averi a familiei, iar o mare parte din averea sa provenea de la familia soției sale.
Pentru a recâștiga încrederea lui Edmée (Claude Gensac) care deține în continuare controlul asupra averii familiei, Hubert se hotărăște în cele din urmă să aducă bunicul în mijlocul familiei. Având în vedere refuzul de Lauriebat, Tartas și soția sa îl răpesc pe Paul Fournier cu ajutorul profesorului Bibolini (Pascal Mazzotti), psihiatru responsabil pentru sănătatea mintală a pacientului, care se teme că colegul său îl folosește pe Paul Fournier în scop științific personal. În timpul răpirii, Paul Fournier este drogat. Răpitorii s-au refugiat într-o abație medievală, care a fost repede înconjurată de poliție. În acel moment, bunicul își recapătă cunoștința și crede că Edmée este mama lui, Clementine. Lauriebat și autoritățile acceptă în cele din urmă ca Tartas și soția sa să-l aducă pe Fournier la reședința lor din Vésinet, cu condiția ca aceasta să fie adusă la starea ei din 1905, ceea ce-l încântă puțin pe Hubert (casa fusese recent renovată și dotată cu mare cheltuială cu toate facilitățile moderne). În plus, toți locuitorii din Vésinet sunt constrânși să trăiască în stilul începutului de secol, cu scopul de a păstra cu orice preț starea de sănătate a pacientului.
Crezându-se încă în La Belle Époque, Paul Fournier își reia rapid viața. El crede că el este patronul unei fabrici de lămpi cu petrol. El crede că Edmée este mama lui, Clementine, pe care o iubește. Inițial se cred că Hubert ar putea juca rolul tatălui, dar el este dat afară din casă de Paul, ca urmare a faptului că-și părăsise soția pentru o artistă. Situația se rezolvă oarecum prin prezentarea lui Tartas în chip de pretendent la mâna Clementinei Fournier, aflându-se, astfel, în poziția de a-și curta propria soție. El trebuie să-i dovedească lui Paul că vrea numai fericirea mamei sale.
Un al doilea obstacol este reprezentat de faptul că Paul se îndrăgostește de Évelyne Crépin-Jaujard, fiica unui industriaș bogat și viitoarea mireasă a lui Didier, fiul lui Tartas. Paul nu vede unde este problema deoarece Didier este pentru el un intrus, care a fost prezentat ca un student cazat în această casă. Hubert este disperat pentru că el vedea în logodna fiului său o modalitate foarte bună de a lega compania sa de o companie mare și, astfel, să fie mai puțin dependent financiar de "capriciile" soției lui.
Hubert consideră că gluma a mers mult prea departe. În timpul uneia dintre scenele finale, fiind într-o stare de mare excitare, el îi spune lui Paul Fournier adevărul. El părăsește casa complet isteric, urmărit în zadar de către întreaga familie. Rămas singur, Paul descoperă un televizor și-l pornește. Astfel, el află realitatea lumii moderne.
Mai târziu, Paul Fournier, revenit din emoțiile lui, se căsătorește cu Évelyne. Cu toate acestea, în timpul ceremoniei, familia a primit o telegramă de la Hubert de la care nu mai avea nicio veste de câteva zile. Acesta le spune rudelor că s-a congelat pentru o jumătate de secol. Mergând la spitalul unde fusese tratat anterior Paul, ei descoperă corpul lui Hubert într-un bloc de gheață.

## Distribuție
- Louis de Funès - Hubert Barrère de Tartas, industriaș important
- Claude Gensac - Edmée de Tartas, născută Fournier, soția lui Hubert
- Bernard Alane - Paul Fournier (« Hibernatus »), bunicul lui Edmée
- Olivier de Funès - Didier de Tartas, fiul lui Hubert și Edmée
- Michel Lonsdale - profesorul Edouard Lauriebat
- Pascal Mazzotti - profesorul Bibolini, psihiatru
- Martine Kelly - Sophie, servitoarea
- Paul Préboist - Charles, valetul
- Yves Vincent - dl. Edouard Crépin-Jaujard
- Annick Alane - doamna Crépin-Jaujard, soția lui Edouard Crépin-Jaujard
- Éliette Demay - Évelyne Crépin-Jaujard, fiica lui Edouard Crépin-Jaujard
- Jacques Legras - avocatul cu două "dosare" japoneze
- Claude Piéplu - secretarul general al Ministerului de Interne
- Harry Max - bătrânul fost camarad al lui Paul
- Virginie Vignon - o subretă
- Evelyne Dassas - asistenta profesorului Bibolini
- Monita Derrieux - o infirmieră
- Robert Lombard - dl. Thomas, un invitat
- Robert Le Béal - doctorul de la casa de odihnă
- Max Montavon - Rabier, avocatul
- Carlo Nell - un reporter
- Gérard Palaprat - mirele
- Paul Bisciglia - preotul modern
- Raymond Malfray - motociclistul
- Jean-Pierre Zola - călugărul de la abație
- Bob Lerick - asistentul profesorului, care-l rade pe "hibernat"
- Sylvain Levignac - un brancardier
- Sébastien Floche - ușierul secretarului general
- Adrien Cayla-Legrand - un fotograf
- Jean Gold - un invitat
- Michel Duplaix - un inspector

## Despre film
- Gaumont a reluat rețeta filmului Oscar: o piesă de succes, Édouard Molinaro, Louis De Funès, Claude Gensac etc.
- Filmul a fost turnat în mai multe locații din Franța: Le Vésinet, Yvelines, Île-de-France, Aeroportul Bourget, Seine-Saint-Denis și la Abația Royaumont.
- Referindu-se la filmare, Louis de Funès va declara că nu s-a simțit în largul lui cu Edouard Molinaro, care nu și-a exprimat râsul în timpul scenelor jucate de actor, acesta din urmă având nevoie de reacții și de un public. Hibernatus va fi ultima lor colaborare.
- Scena în care are loc întâlnirea lui Hubert de Tartas (Louis de Funès) cu secretarul general al Ministerului de Interne (Claude Piéplu) și care trebuia să aibă loc la Hôtel de Beauvau a fost turnată în realitate în sala de nunți a Primăriei din Versailles. Holul de primire, ca și sala de recepție a primăriei, au servit ca decoruri de film.
- Biserica modernă care apare într-o scenă în fața ambulanței unde erau Hubert, Edmee și profesorul Bibolini cu hibernatul, este Biserica Saint-Léger situată la numărul 20 în Saint-Germain-en-Laye. Ea a fost construită în cursul anilor 1960.
- Când hibernatul privește la televizor, el vede un spectacol aerian în care apare un avion Tupolev Tu-144, o copie sovietică a avionului Concorde.

## Vezi și
- Listă de filme Gaumont